# 자 머랜트
티미트리어스 저멜 "자" 머랜트(영어: Temetrius Jamel "Ja" Morant, 1999년 8월 10일~)는 미국 농구 선수로 포지션은 포인트 가드이다. 현재 전미 농구 협회(NBA)의 멤피스 그리즐리스 소속으로 뛰고 있다. 머리 주립대에서 2년간 대학 생활을 하였으며, 대학 시절의 활약을 바탕으로 2019년 NBA 신인 드래프트에서 전체 2순위라는 높은 순위로 멤피스 그리즐리스에게 지명되었다. 머랜트는 멤피스 그리즐리스 선수로서 최초로 NBA 기량발전상을 받았고 구단 역사상 첫 디비전 우승을 이끄는 등 멤피스 그리즐리스를 대표하는 프랜차이즈 스타로 자리 잡았다.

## 대학교 시절
자 머랜트는 2학년 시즌인 2019년에 NCAA 2018-19 시즌 어시스트 리더와 올 아메리칸 퍼스트 팀에 선정되었다.

## NBA 경력

### 멤피스 그리즐리스
데뷔 첫 시즌인 2019-20 시즌에는 올 루키 퍼스트팀에 선정되는 동시에 라이벌 자이언 윌리엄슨을 제치고 올해의 신인상을 수상했다. 2022년 자 머랜트는 꾸준한 성장을 거듭하여 멤피스 그리즐리스의 역사상 첫 디비전 우승을 이끌었으며, NBA 올스타와 멤피스 그리즐리스 최초의 기량발전상을 수상했다. 플레이오프 1라운드에서는 미네소타 팀버울브스를 시리즈 합산 4:2로 꺾고 2라운드에 진출했으나, 2라운드 골든스테이트 워리어스와의 경기 도중 조던 풀과의 경합 도중 무릎에 골멍이 발생하는 시즌 아웃 부상을 입어 팀의 플레이오프 2라운드 탈락을 지켜만 보게 되었다.

## 경력 통계

### NBA

#### 정규 시즌
| 시즌    | 팀     | 경기 | 선발 | 출장시간 | 야투% | 3점슛% | 자유투% | 리바운드 | 어시스트 | 스틸 | 블록 | 득점 |
| ------- | ------ | ---- | ---- | -------- | ----- | ------ | ------- | -------- | -------- | ---- | ---- | ---- |
| 2019-20 | 멤피스 | 67   | 67   | 31.0     | .477  | .335   | .776    | 3.9      | 7.3      | .9   | .3   | 17.8 |
| 2020-21 | 멤피스 | 63   | 63   | 32.6     | .449  | .303   | .728    | 4.0      | 7.4      | .9   | .2   | 19.1 |
| 2021-22 | 멤피스 | 57   | 57   | 33.1     | .493  | .344   | .761    | 5.7      | 6.7      | 1.2  | .4   | 27.4 |
| 경력    | 경력   | 187  | 187  | 32.2     | .474  | .327   | .754    | 4.5      | 7.1      | 1.0  | .3   | 21.2 |
| 올스타  | 올스타 | 1    | 1    | 15.0     | .500  | .000   | -       | 1.0      | 3.0      | .0   | .0   | 6.0  |

#### 플레이오프
| 시즌    | 팀     | 경기 | 선발 | 출장시간 | 야투% | 3점슛% | 자유투% | 리바운드 | 어시스트 | 스틸 | 블록 | 득점 |
| ------- | ------ | ---- | ---- | -------- | ----- | ------ | ------- | -------- | -------- | ---- | ---- | ---- |
| 2020-21 | 멤피스 | 5    | 5    | 40.6     | .487  | .323   | .775    | 4.8      | 8.2      | .4   | .0   | 30.2 |
| 2021-22 | 멤피스 | 9    | 9    | 37.6     | .440  | .340   | .747    | 8.0      | 9.8      | 2.0  | .4   | 27.1 |
| 경력    | 경력   | 14   | 14   | 38.6     | .458  | .333   | .756    | 6.9      | 9.2      | 1.4  | .3   | 28.2 |

### 대학교
| 시즌    | 팀            | 경기 | 선발 | 출장시간 | 야투% | 3점슛% | 자유투% | 리바운드 | 어시스트 | 스틸 | 블록 | 득점 |
| ------- | ------------- | ---- | ---- | -------- | ----- | ------ | ------- | -------- | -------- | ---- | ---- | ---- |
| 2017-18 | 머레이 주립대 | 32   | 32   | 34.0     | .459  | .307   | .806    | 6.5      | 6.3      | .9   | .4   | 12.7 |
| 2018-19 | 머레이 주립대 | 33   | 33   | 36.6     | .499  | .363   | .813    | 5.7      | 10.0     | 1.8  | .8   | 24.5 |
| 경력    | 경력          | 65   | 65   | 35.3     | .485  | .343   | .810    | 6.1      | 8.2      | 1.4  | .6   | 18.7 |

## 수상 내역
- NBA 올-NBA 세컨드팀 (2022)
- NBA 올스타 (2022)
- NBA 올해의 신인상 (2019)
- NBA 올-루키 퍼스트팀 (2019)
- NBA 올해의 기량발전상 (2022)
- 올 아메리칸 퍼스트팀 (2019)
- NCAA 시즌 어시스트 리더 (2019)